# RXFP3
RXFP3, relaksinu/insulinu-slična familija, peptidni receptor 3, je humani G-protein spregnuti receptor.

## Literatura
1. ↑  „Entrez Gene: RXFP3 relaxin/insulin-like family peptide receptor 3”.

## Dodatna literatura
- Bathgate RA; Ivell R; Sanborn BM;  . (2005). „Receptors for relaxin family peptides.”. Ann. N. Y. Acad. Sci. 1041: 61—76. PMID 15956688. doi:10.1196/annals.1282.010.
- Bathgate RA; Ivell R; Sanborn BM;  . (2006). „International Union of Pharmacology LVII: recommendations for the nomenclature of receptors for relaxin family peptides.”. Pharmacol. Rev. 58 (1): 7—31. PMID 16507880. doi:10.1124/pr.58.1.9.
- Matsumoto M; Kamohara M; Sugimoto T;  . (2000). „The novel G-protein coupled receptor SALPR shares sequence similarity with somatostatin and angiotensin receptors.”. Gene. 248 (1-2): 183—9. PMID 10806363. doi:10.1016/S0378-1119(00)00123-2.
- Strausberg RL; Feingold EA; Grouse LH;  . (2003). „Generation and initial analysis of more than 15,000 full-length human and mouse cDNA sequences.”. Proc. Natl. Acad. Sci. U.S.A. 99 (26): 16899—903. PMC 139241 . PMID 12477932. doi:10.1073/pnas.242603899.
- Liu C; Eriste E; Sutton S;  . (2004). „Identification of relaxin-3/INSL7 as an endogenous ligand for the orphan G-protein-coupled receptor GPCR135.”. J. Biol. Chem. 278 (50): 50754—64. PMID 14522968. doi:10.1074/jbc.M308995200.
- Liu C; Chen J; Kuei C;  . (2005). „Relaxin-3/insulin-like peptide 5 chimeric peptide, a selective ligand for G protein-coupled receptor (GPCR)135 and GPCR142 over leucine-rich repeat-containing G protein-coupled receptor 7.”. Mol. Pharmacol. 67 (1): 231—40. PMID 15465925. doi:10.1124/mol.104.006700.
- Gerhard DS; Wagner L; Feingold EA;  . (2004). „The status, quality, and expansion of the NIH full-length cDNA project: the Mammalian Gene Collection (MGC).”. Genome Res. 14 (10B): 2121—7. PMC 528928 . PMID 15489334. doi:10.1101/gr.2596504.
- Van der Westhuizen ET, Sexton PM, Bathgate RA, Summers RJ (2005). „Responses of GPCR135 to human gene 3 (H3) relaxin in CHO-K1 cells determined by microphysiometry.”. Ann. N. Y. Acad. Sci. 1041: 332—7. PMID 15956730. doi:10.1196/annals.1282.053.

## Spoljašnje veze
- „Relaxin Family Peptide Receptors: RXFP3”. IUPHAR Database of Receptors and Ion Channels. International Union of Basic and Clinical Pharmacology. Архивирано из оригинала 03. 03. 2016. г.